# Lard (gruppo musicale)
Lard è un supergruppo nato nel 1988 a Chicago come progetto parallelo del cantante dei Dead Kennedys, Jello Biafra e dal fondatore dei Ministry Al Jourgensen alla chitarra, completato da Paul Barker al basso e Jeff Ward alla batteria.
Hanno pubblicato complessivamente 2 album e 3 EP tutti per la Alternative Tentacles dello stesso Biafra. Il progetto è attualmente in pausa.
Il loro sound è complesso, con influenze punk, metal, industrial e altro.
Hanno esordito nel 1989 con l'EP The Power of Lard, edito dalla Alternative Tentacles.

## Discografia

### Album
- 1990 - The Last Temptation of Reid – (Alternative Tentacles)
- 1997 - Pure Chewing Satisfaction – (Alternative Tentacles)

### EP
- 1989 - The Power of Lard – (Alternative Tentacles e Fringe Product)
- 1990 - I Am Your Clock – (Alternative Tentacles)
- 1990 - 70's Rock Must Die – (Alternative Tentacles)